# تراموا زوریخ
تراموا زوریخ (انگلیسی: Trams in Zürich) سیستم تراموا در شهر زوریخ، سوئیس است.
این تراموا که در سال ۱۸۸۲ تأسیس شده دارای ۱۵ خط، ۱۹۰ ایستگاه و ۱۱۸٫۷ کیلومتر طول می‌باشد.

## نگارخانه

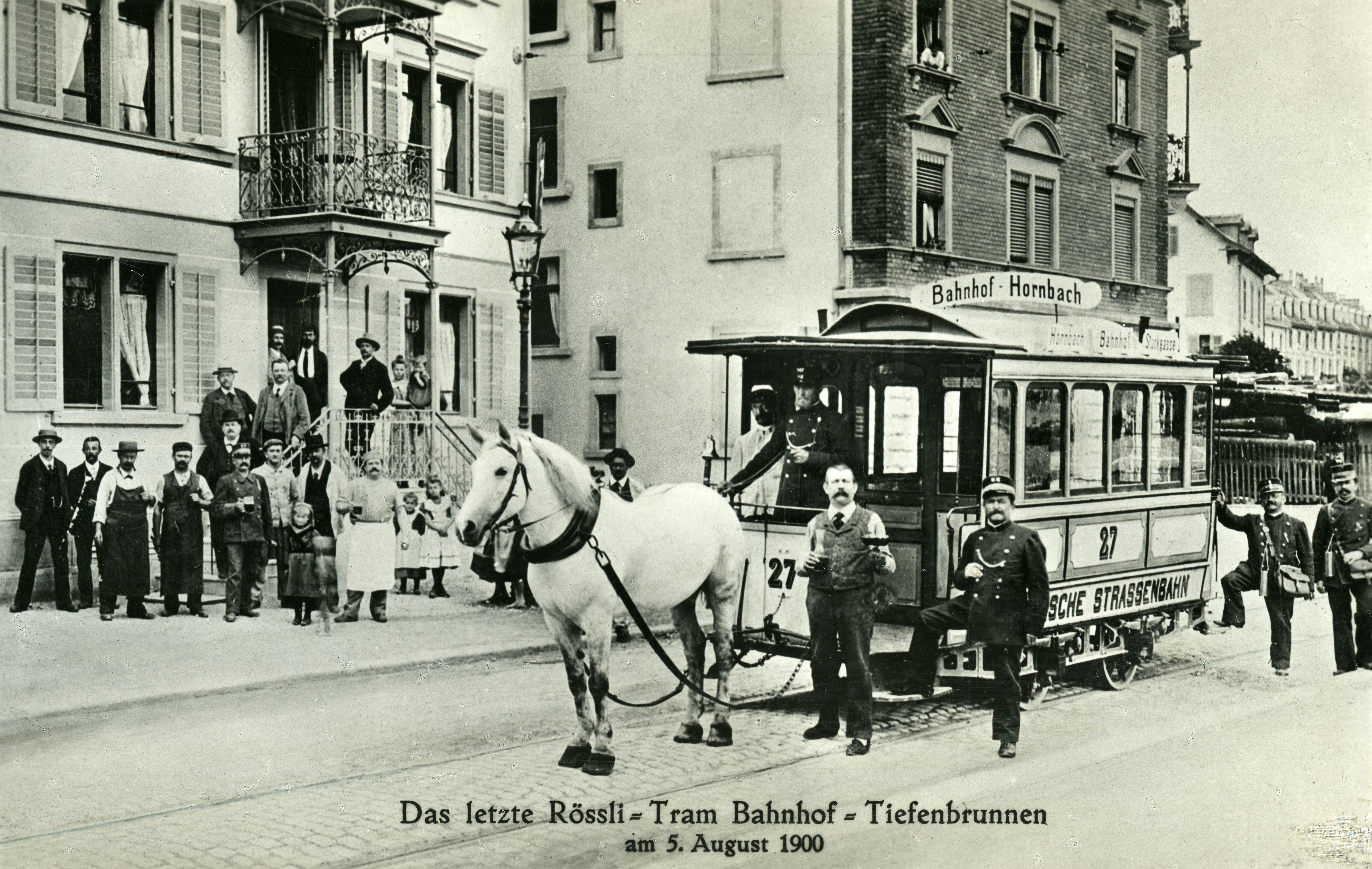
۱۹۰۰
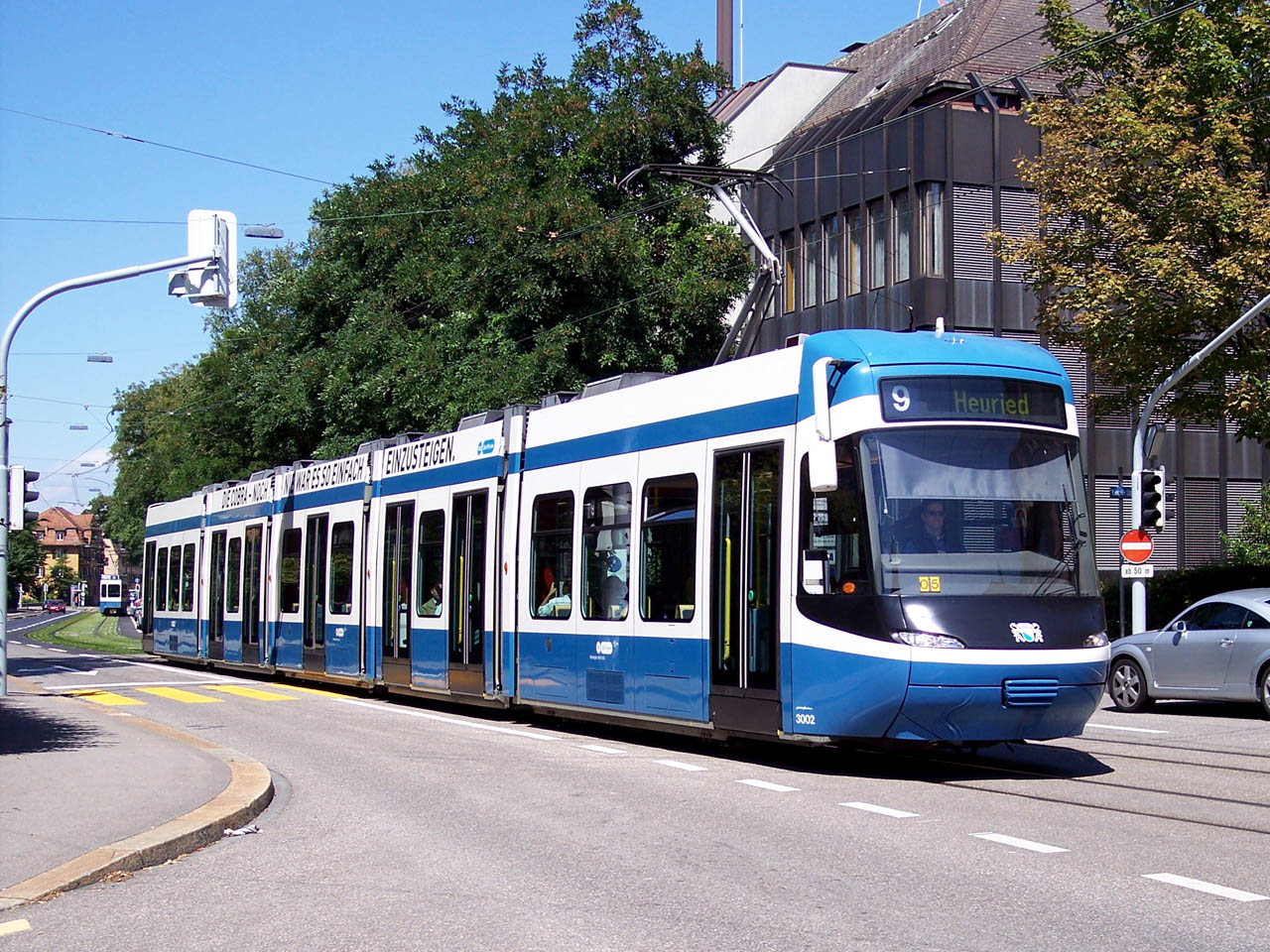
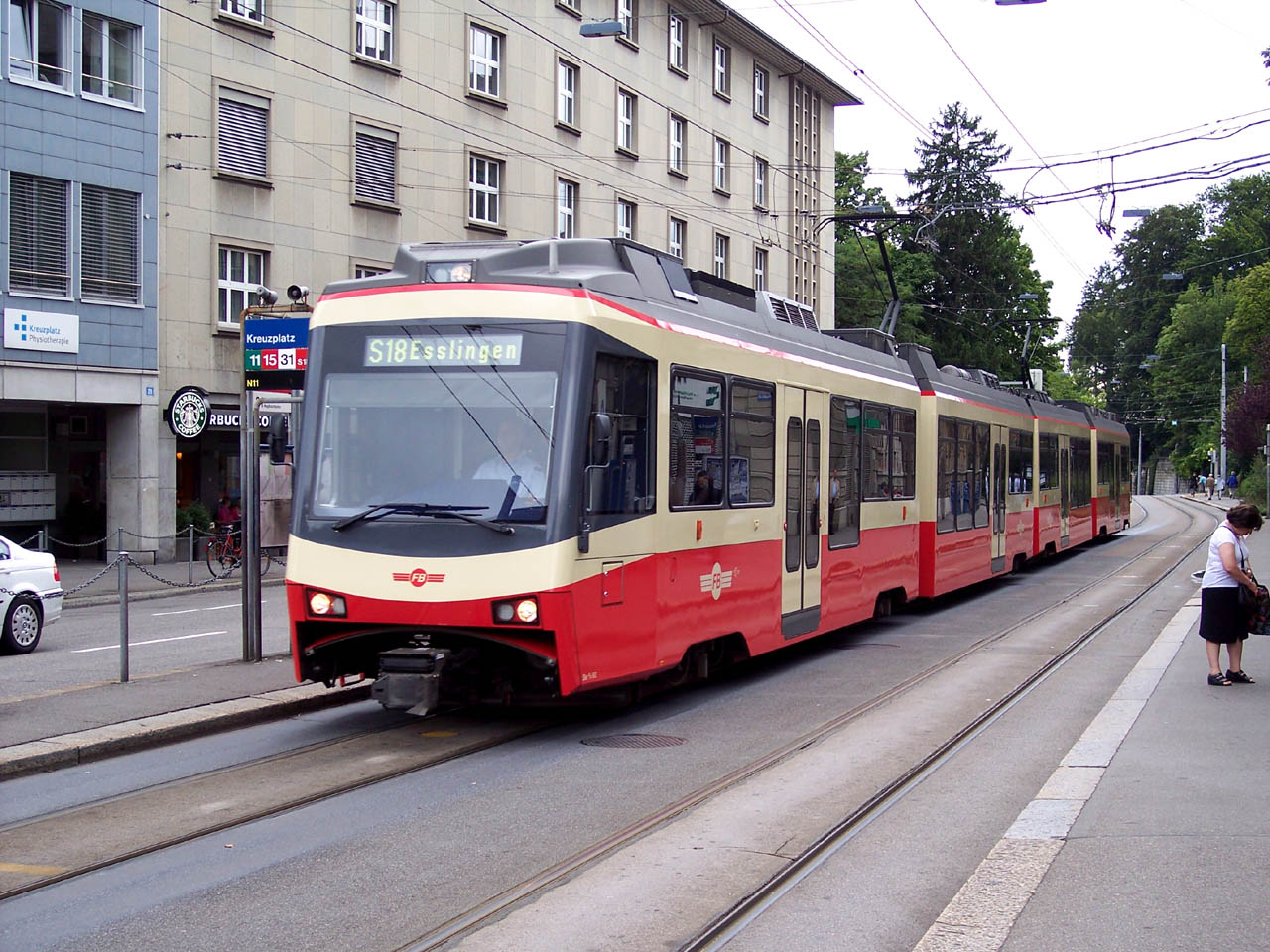
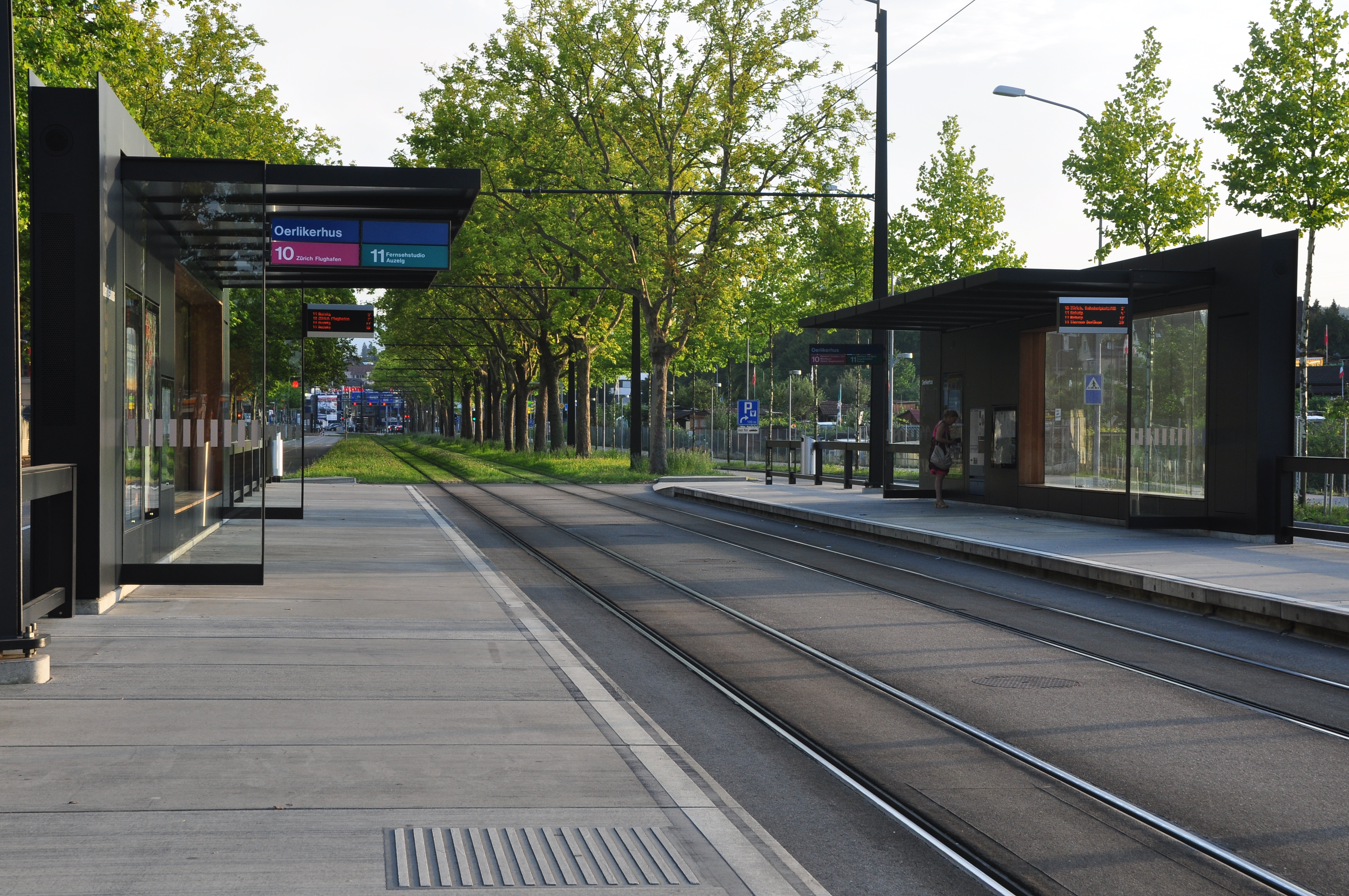